# شوربيت
الشوربيت هو مشروبٌ رمضان شعبي في منطقة الحجاز، يمتدُ تاريخهُ إلى العصر العثماني، وعلى الرغم من قدمهِ إلا أنَّ أهل الحجاز ما زالوا يحتفظون بهِ ويحرصون على توارثهِ بين الأجيال.
الشوربيت هو مشروبٌ بارد، يرجعُ تصنيعهُ وتسميته إلى العثمانيين. يتكون من عصير التوت وقليلٍ من ماء الزهر والسكر والثلج. يشيعُ هذا المشروب في رمضان على موائد الإفطار في السعودية عمومًا وفي الحجاز خصوصًا، كما تشتهر بهِ أحياء جدة القديمة.